# シャトレーゼベルフォーレワイナリー
株式会社シャトレーゼベルフォーレワイナリーは、山梨県甲斐市に本社を置くシャトレーゼホールディングスのワイン製造会社である。

## 概要
1985年（昭和60年）に雪印乳業（現在は雪印メグミルク）が国産ワインの製造拠点として北巨摩郡双葉町（現在は甲斐市）に雪印ベルフォーレ（ゆきじるしベルフォーレ）としてオープン。雪印ブランドのワインを製造していたほか、見学施設を設け試飲・試食もできるようにしていた。
一方、菓子製造販売会社のシャトレーゼも2000年（平成12年）にワイン事業に進出し、創業地でもある東山梨郡勝沼町（現在は甲州市）の旧本社を改築し、勝沼ワイナリー（かつぬまワイナリー）としてオープン。シャトレーゼの直営店向けにワインの製造を行うようになる。この頃雪印では雪印集団食中毒事件や雪印牛肉偽装事件など不祥事が相次ぎ、2002年（平成14年）11月に雪印乳業はシャトレーゼに全株式を売却。勝沼ワイナリーと統合しシャトレーゼベルフォーレワイナリーに商号変更した。
2010年（平成22年）にシャトレーゼが持株会社化し、シャトレーゼホールディングスの傘下に入った。

## 施設

### ベルフォーレワイナリー
- 住所：山梨県甲斐市下今井1954番地（北緯35度41分15.4秒 東経138度29分25.3秒 / 北緯35.687611度 東経138.490361度）
- 施設：工場（工場見学可能）、ブドウ畑、展望ハウス（直売店）、ローマンガラス美術館
- アクセス：中央本線塩崎駅徒歩5分、中央自動車道甲府昭和インターチェンジまたは韮崎インターチェンジより自動車で約10分。

### 勝沼ワイナリー
- 住所：山梨県甲州市勝沼町勝沼2830-3（北緯35度39分43秒 東経138度43分24.5秒 / 北緯35.66194度 東経138.723472度）
- 施設：工場（工場見学不可）、直売店
- アクセス：中央自動車道勝沼インターチェンジより自動車で約10分。中央本線勝沼ぶどう郷駅より甲州市市民バス（勝沼地域バス）ワインコース循環バスに乗り「ワイン村河川公園前」下車。

## 受賞歴
「日本ワインコンクール（Japan Wine Competition）」
- - 甲州「勝沼甲州樽発酵」

## その他
- 現在は各施設での直売の他、ホールディングス傘下のシャトレーゼ直営店への出荷、シャトレーゼとは個別にあるオンラインショップで購入ができる。